# Karl Futterer

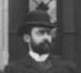
Karl Futterer 1901

Karl Josef Xaver Futterer (* 2. Januar 1866 in Stockach; † 17. Februar 1906 in Karlsruhe) war ein deutscher Asienforscher und Geologe.

## Leben
Futterer wurde am 2. Januar 1866 als Sohn des Stockacher Domänenverwalters Xaver Futterer und dessen Frau Melanie, geborene Kaiser, in der heute zu Baden-Württemberg gehörenden Stadt Stockach geboren. Am 7. Januar wurde er auf den Namen Karl Josef Xaver Futterer katholisch getauft.
Er besuchte das Gymnasium in Heidelberg, erlangte dort 1885 das Abitur und studierte anschließend an den Universitäten in Heidelberg, wo er die Verbindung Karlsruhensia beitrat und Berlin. Nach Promotion und kurzen Tätigkeiten am geologisch-mineralogischen Institut in Freiburg und als Lehrer in Karlsruhe, arbeitete Futterer am Berliner Museum für Naturkunde und später als Privatdozent für Geologie und Paläontologie an der Berliner Universität.
1895 wechselte Karl Futterer als außerordentlicher Professor für Geologie und Mineralogie an die Technische Hochschule Karlsruhe, erhielt dort zwei Jahre später eine ordentliche Professur und bekleidete ab 1899 noch das Amt des Vorstandes der mineralogisch-geologischen Abteilung am Großherzoglichen Naturalienkabinett.
Neben geologischen und paläontologischen Arbeiten über Baden beschäftigte sich Futterer mit Erdbeben, mit der Kreide der Alpen, mit der Geologie des Urals, dem Jura Ostafrikas, Gebirgsbildung und Talentstehung, mit Tiefseesedimenten sowie äolischer Erosion in den Wüsten.
Karl Futterer starb am 17. Februar 1906 an einer schweren, unheilbaren Nervenerkrankung.

### Asien-Expedition
Vom 1. August 1897 an leitete Futterer für zwei Jahre eine vom badischen Oberamtmann Julius Holderer ausgerüstete Asien-Expedition.
Nach Turkestan überschritten sie das Pamir-Gebirge und erreichten den alten Karawanenknotenpunkt Kaschgar. Von dort gelangte die Expedition über die nördliche Seidenstraße an den Oberlauf des Gelben Flusses und weiter durch das östliche Tibet und China bis nach Shanghai.
Beider Forschungen fanden ihren Niederschlag in der umfangreichen dreibändigen Publikation „Durch Asien“. Futterers Berichte trugen beträchtlich zur wissenschaftlichen Kenntnis Innerasiens, besonders von Tibet und der Wüste Gobi bei.

## Werke (Auswahl)
- Die allgemeinen geologischen Ergebnisse der neueren Forschungen in Zentral-Asien und China, Gotha, 1896
- Durch Asien. Erfahrungen, Forschungen und Sammlungen während der von Amtmann Dr. Holderer unternommenen Reise, drei Bände, Berlin, 1901 bis 1911
- Geographische Skizze der Wüste Gobi zwischen Hami und Sutschôu, Gotha, 1902
- Land und Leute in Nordost-Tibet, in: Zeitschrift der Gesellschaft für Erdkunde zu Berlin, 1903
- Geographische Skizze von Nordost-Tibet, Gotha, 1903